# Rafał Drozdowski
Rafał Drozdowski (ur. 13 września 1961 w Poznaniu)  – polski socjolog, profesor nauk humanistycznych, nauczyciel akademicki Uniwersytetu im. Adama Mickiewicza w Poznaniu, specjalności naukowe: socjologia społeczeństw współczesnych, socjologia wizualna, współczesne teorie socjologiczne, socjologia codzienności.

## Życiorys
W 1984 ukończył studia na kierunku nauki polityczne, a w 1987 na kierunku socjologia w Uniwersytecie im. Adama Mickiewicza w Poznaniu. W 1996 na podstawie napisanej pod kierunkiem Marka Ziółkowskiego rozprawy pt. Studium mechanizmu delegitymizacji władzy. Ewolucja społecznych kryteriów dobrej władzy w latach 1989–1993 uzyskał na Wydziale Nauk Społecznych UAM stopień naukowy doktora nauk humanistycznych (dyscyplina: socjologia, specjalność: socjologia). Tam też na podstawie dorobku naukowego oraz monografii pt. Rynek pracy w Polsce. Recepcja, oczekiwania, strategie dostosowawcze w 2003 otrzymał stopień naukowy doktora habilitowanego nauk humanistycznych (dyscyplina: socjologia, specjalność: socjologia). W 2011 prezydent RP nadał mu tytuł naukowy profesora nauk humanistycznych.
Został profesorem zwyczajnym Uniwersytetu im. Adama Mickiewicza w Poznaniu na Wydziale Socjologii. Był nauczycielem akademickim w Wyższej Szkole Biznesu w Gorzowie Wielkopolskim.
Był dyrektorem Instytutu Socjologii UAM.
W latach 1991–2009 był członkiem Związku Polskich Artystów Fotografików, w 2010 opublikował razem z Markiem Krajewskim książkę „Za fotografię! W stronę radykalnego programu socjologii wizualnej”.